# Санкт-Мориц
Са́нкт-Мо́риц (нем. St. Moritz, романш. San Murezzan, фр. Saint-Maurice, итал. San Maurizio) — город в Швейцарии, курорт, находится в кантоне Граубюнден на берегу одноимённого озера.
Входит в состав региона Малоя (до 2015 года входила в округ Малоя). Население составляет 4882 человек (на 31 декабря 2019 года). Официальный код — 3787.

## История
Город впервые упоминается под названием ad sanctum Mauricium в 1137 году. Это название затем преобразовалось в немецкую форму, но связь со Святым Маврикием сохранилась.

## Зимний спорт
Санкт-Мориц в 1928 и 1948 годах был столицей зимних Олимпиад. Кроме него дважды принимали зимнюю Олимпиаду только Инсбрук и Лейк-Плэсид.
В 1934, 1974, 2003 и 2017 годах в Санкт-Морице проводились чемпионаты мира по горнолыжному спорту. Ежегодно здесь проходят этапы Кубка мира по горнолыжному спорту.
Санкт-Мориц также считается родиной бобслея. На трассе в Санкт-Морице проводятся крупные соревнования по бобслею, санному спорту и скелетону. Причём трасса, в отличие от прочих крупнейших, является естественной и каждую зиму формируется заново.

## Транспорт
Коммуна связана электрифицированной Бернинской железной дорогой с перевалом Бернина; Железнодорожной линией Альбула с Куром, столицей кантона и остальным кантоном; Энгадинской железной дорогой с остальными поселениями Верхнего и Нижнего Энгадина.

## Фотографии

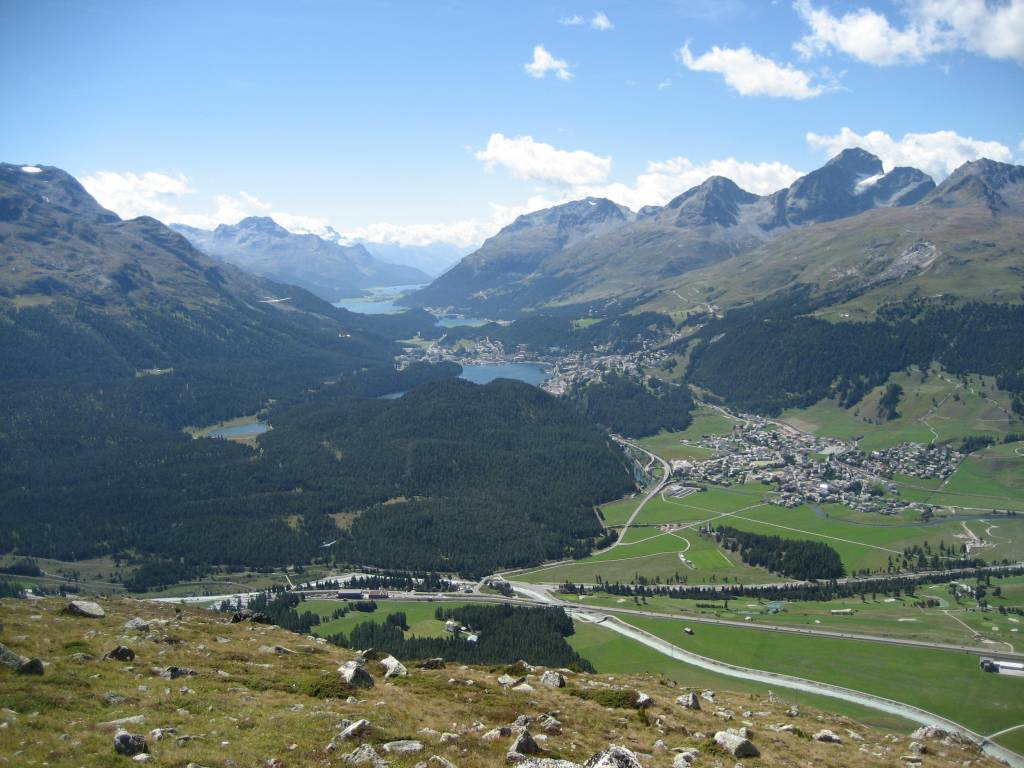
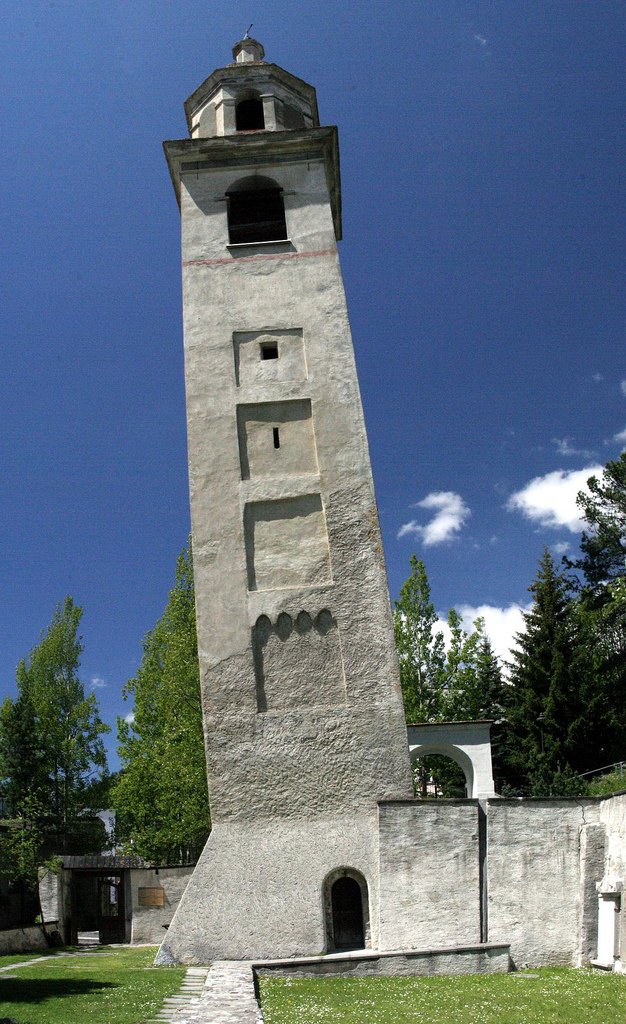
Падающая башня Санкт-Морица[нем.]. Эта достопримечательность XII века уникальна наклоном около 5,5°, при высоте более 30 метров
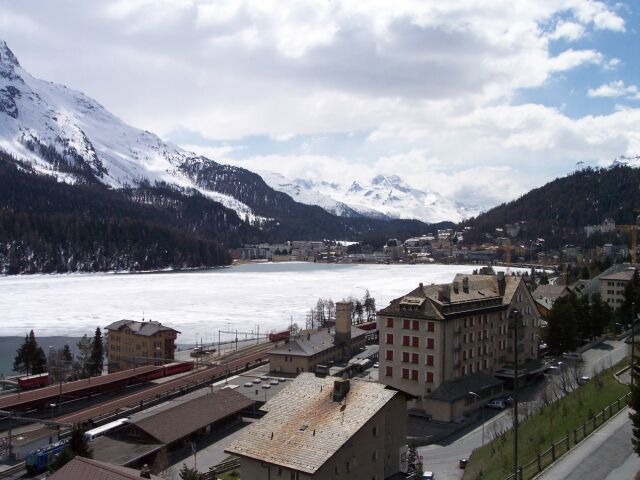
Вид на заснеженное озеро
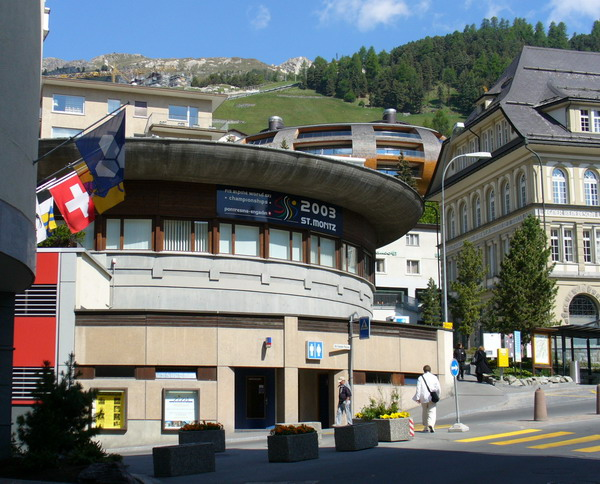